# 植田千珈
植田 千珈（うえだ ちか、1967年10月23日 - ）は、日本の元AV女優。
身長:152cm。スリーサイズ:B82・W60・H88。

## 略歴・人物
1988年4月に「杉本麻央（すぎもと まお）」としてAVデビューし、後に「植田千珈」に改名。
1990年頃に引退。

## 出演作品

### アダルトビデオ
1988年
- ファンタスティックで恐縮です。（4月28日、クリスタル映像）- 監督:村西とおる ※「杉本麻央」名義
- 実録・婦女暴行 アベック・レイプ 植田千珈 吉田蜜流 井上華菜（4月、アイビック）全3名
- 10人の大好き娘（7月21日、アイビック）全10名
- 学園本番シリーズ すごいのかけて! 卒業シャワー 4（7月25日、ジューシープロデュース）全3名
- セーラー服私刑 3（8月11日、東京音光）
- あなたとしたい 前戯試験ヤルッきゃないもん（10月5日、アテナ映像）
- 学園本番シリーズ すごいのかけて! 卒業シャワー 6（12月10日、ジューシープロデュース）全5名
- 学園本番シリーズ すごいのかけて! エッチな時間割（12月28日、ジューシープロデュース）
- 欲ばりな20歳（KUKI GL-7）

1989年
- 学園本番シリーズ すごいのかけて! リボンの誘惑（1月28日、ジューシープロデュース）
- タッチ1 御藤静 植田千珈 結城つかさ（2月17日、ビジュアルジャパン）全3名
- 私刑 スペシャル 2 総集編（2月18日、東京音光）全3名
- 狼よ牙をとげ（4月10日、FAプロ FA-67）
- 女子学生・痴態（4月26日、シャリオ）
- ワイセツ性欲本能愛欲接吻SEX大特集 植田千伽・成東ひろみ・南章子・藤田裕子 ほか（6月10日、FAプロ FA-74）
- ワイセツ湿地帯 イヤラシイ女性自身 植田千伽・秋本ちえみ・前田美樹・滝川美穂 ほか（8月10日、FAプロ FA-79）
- 脳爆!!変態家族（8月26日、新東宝/イヴ）…共演:林ひすい、橘わか
- 制服びんびんレイプ 暴力狂執 3（9月4日、フリーク TA-33）
- SEX犯罪図鑑あくなき性犯罪 植田千伽・橋本なつみ・宝条輝美・砂川マミ ほか（9月15日、FAプロ FA-82）
- 実録婦女暴行シリーズ 第二弾 実録・婦女暴行 アベック・レイプ（アイビック）…共演:吉田蜜流、井上華菜
- 女子学生 痴態（シャリオ CK-1092）
- 快感バイブレーション 植田千珈 立花麻美（ポップ・チェイサー PC-23）
- 憂いの天使（ポップ・チェイサー）※「七井さちか」名義 全3名
- 桃色遊び（マックス PC-23）
- 制服シリーズ 裸でニャンニャン 中沢慶子・柚木アヤ・本田静香・植田千珈（希宝舎/シャリオ CK-1111）全4名

1990年
- 快感LOVEテクニック（6月22日、大陸書房）全3名
- 原色VIDEO図鑑 高級制服倶楽部 Vol.1（8月19日、メディアステーション）…オムニバス作品 他出演:上田美緒、寿かおる
- エラの張ったのが好き（ルナエンタープライズ LUV-030）
- 顔面花吹散（ニューソフトサービス PDD-010）
- なまズリ（ビジュアルライブラリー YX-010）
- 幻想正夢（希宝舎 GC-1）

1995年
- THE 流出 大日本淫行マダムセレクション 狂乱の詩（10月28日、新東宝）全3名
- 学園Fuck Fuck Fuck 100人（12月14日、ジューシープロデュース）全100名

2004年
- ジューシー学園本シリーズ 卒業…顔面シャワー13人（3月22日、シュガー・ワークス）全13名

発売年不明
- 植田千珈の気まぐれおニャンピー（Junko JJ-05）VHS
- 猛くんのくいしんぼうバンザイ（ビデオペガサス VP-23）VHS
- OL快感白書（WOW）VHS
- 眠れない夜 セーラー はちきれそうな青春（ニューヒーロー）VHS
- 実験ビデオ SM調教実験　実験番号4（ビデオネットワーク社）VHS ※「顔面花吹散」の二次使用品
- 理沙のエッチな冒険（ダイヤモンドキッズ DK-07）VHS ※「美波理沙」名義
- 恥ずかしい快感（プチ・ドール PD-07）VHS ※「美波理沙」名義
- あぶない天使（アモーマスカンパニー）VHS ※「上田ちか」名義
- 恋のホールインワン（キャッツ・アイ）VHS ※「上田ちか」名義
- ビデオギャルちかのジュテーム（Ａ・Ｍ・Ｇ）VHS
- 淫乱（クラウンエンタープライズ）VHS ※「植田千佳」名義

他

### ゲーム
- THE・野球拳 パート10（NEWジャトレ）共演:有坂久美子、三浦桃子、乃木ゆう子 ※アーケードゲーム

## 書籍

### 雑誌
- Eiga Guide 1988年5月号（蒼竜社）